# يوشيو موريكاوا
يوشيو موريكاوا (باليابانية: 森川嘉男) هو منافس ألعاب قوى ياباني، ولد في 23 ديسمبر 1945.

## وصلات خارجية
- يوشيو موريكاوا على موقع أوليمبيديا (الإنجليزية)